# Malling Bio
Malling Bio er en biograf i Bredgade 49 i Malling i den sydlige del af Aarhus Kommune knap 15 kilometer fra Aarhus Centrum.
Biografen Åbnede i 1943 med 202 sæder; - i dag er der kun 75 pladser i det samme lokale, men til gengæld masser af benplads. Bio2 med 39 pladser kom til i 1981. Senest renoveret med nye stole og samme generøse benplads (122 cm) som Bio1 - herefter 33 pladser.
Sal 1 blev digitaliseret i 2011, med økonomisk opbakning fra små og store sponsorer, ligesom Aarhus Kommune og Det Danske Filminstitut har ydet økonomisk støtte til biografen. I denne forbindelse udtalte Kulturrådmand Marc Perera Christensen (K):
»Malling Bio er et vigtigt kulturelt tilbud i Aarhus. Det er en god biograf, som understøtter den sydlige del af Aarhus Kommune. Rigtig mange borgere nærer stor kærlighed til Malling Bio og det glæder mig at vi fra kommunen er i stand til hjælpe biografen«
Malling Bio er blevet støttet i 2014 af Købmand Herman Sallings Fond, således at den lille sal også kunne digitaliseres.
I 2021 har biografen geninstalleret tidligere tiders analoge fremviserudstyr, og er dermed eneste danske biograf udenfor København, som er i stand til at vise film i såvel 35 som 70mm i ethvert billed- og lydformat. Kun tre biograf i alt i landet råder over sådant udstyr. De to øvrige er Imperial Bio og Gentofte Kino.
Biografen blev fra juli 1973 til  2024 ejet og drevet af Per Hauberg. I 2025 blev den købt af to familier som planlægger at åbne den igen fra 16 april 2025. 

## Fodnoter
1. ↑  Malling Bio støttes af kommunen
2. ↑  Salling hjælper Malling - Aarhus | stiften.dk
3. ↑  https://www.biografmuseet.dk/nyheder/2024/hauberg/index.htm
4. ↑  https://dinavis.dk/samfund/ECE17029650/per-hauberg-er-doed-i-2022-talte-vi-med-ham-for-sidste-gang-jeg-bliver-her-saa-laenge-helbredet-slaar-til/
5. ↑  https://stiften.dk/kultur/malling-bio-genopstaar-to-familier-sparker-gang-i-bio-og-kulturliv
6. ↑  https://migogaarhus.dk/lokale-familier-puster-nyt-liv-i-malling-bio/
7. ↑  https://bornibyen.dk/articles/nyhed-paa-denne-dato-genaabner-malling-bio-med-nye-ejere

56°2′19.08″N 10°11′37.07″Ø / 56.0386333°N 10.1936306°Ø